# Vratislav Greško
Vratislav Greško (Tajov, 24 juli 1977) is een Slowaakse voetballer (verdediger) die twee seizoenen speelde voor de Bundesliga vereniging Bayer Leverkusen (2007-2009). Voordien speelde hij onder andere voor Internazionale, Parma FC en Blackburn Rovers.

## Interlandcarrière
Greško speelde in de periode 2000-2007 in totaal 34 wedstrijden voor de Slowaakse nationale ploeg. Hij maakte in die periode twee doelpunten.

## Carrière
- 1995-1997: Dukla Banská Bystrica
- 1997-1999: Inter Bratislava
- 1999-2000: Bayer Leverkusen
- 2000-2002: Internazionale
- 2002-2003: Parma FC
  - 2003: Blackburn Rovers (op huurbasis)
- 2003-2006: Blackburn Rovers
- 2006-2007: 1. FC Nürnberg
- 2007-2009: Bayer Leverkusen
- 2011-heden: Podbrezová